# Modèle
Pour les articles homonymes, voir modèle (homonymie).

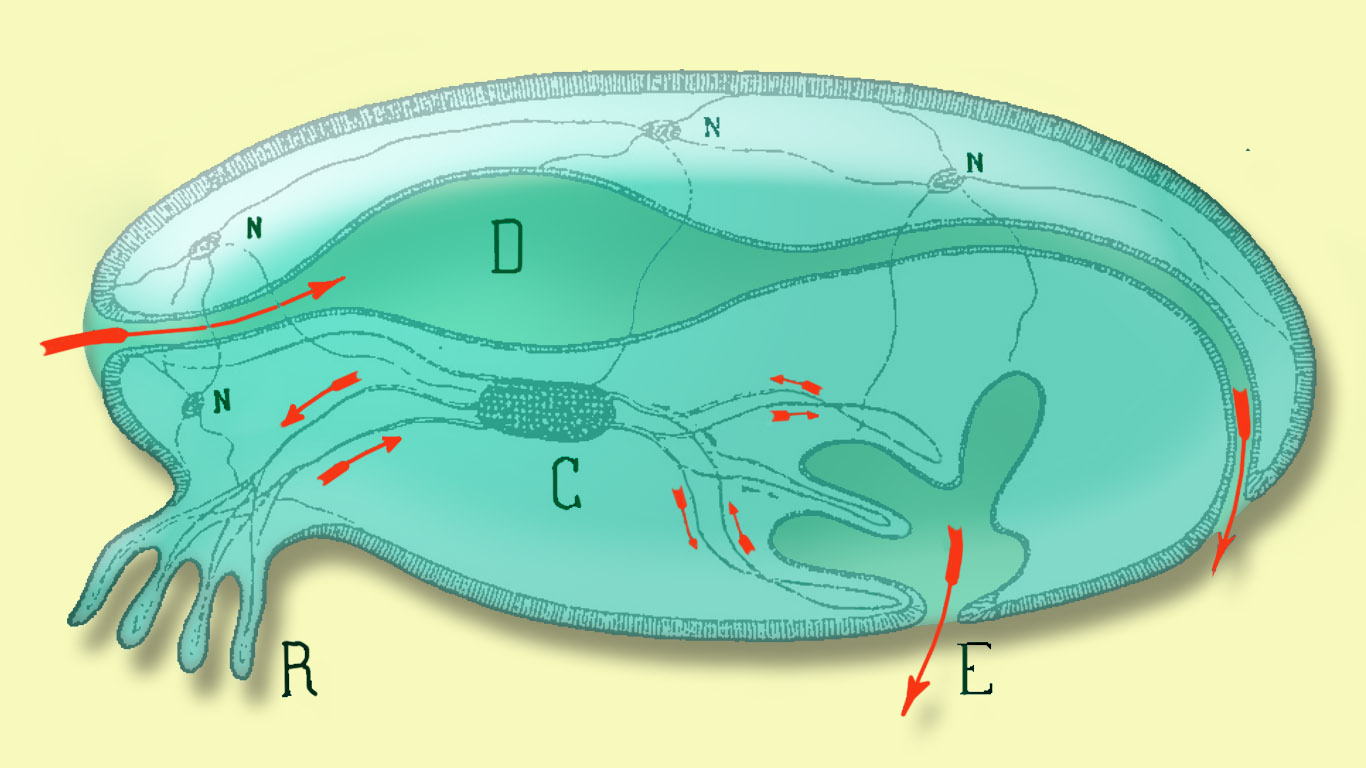
Modélisation de l'« animal théorique », par le zoologiste Paul Bert (1833-1886), qui l'utilisait au XIXe siècle comme modèle fictif et pédagogique pour présenter les systèmes associés qui caractérisent selon lui l'organisme animal.
D : appareil digestif ;
R : appareil respiratoire ;
E : appareil excréteur ;
C : appareil circulatoire ;
N : appareil nerveux.
Les flèches désignent les flux de nutriments, d'oxygène, d'excréments et/ou d'excrétas.

Le modèle concerne la notion de ressemblance, d’imitation, de représentation, il désigne :
- un objet réel dont on va chercher à donner une représentation, que l'on va chercher à imiter (exemple : le « modèle » du peintre, le « modèle » que constitue le maître pour le disciple) ;
- un concept ou objet considéré comme « représentatif d’un autre » (exemple : le « modèle réduit » ou maquette, le « modèle » du scientifique), déjà existant ou que l'on va s'efforcer de construire.

Le premier sens est le « sens original ». Le second sens dérive de la pratique des architectes et ingénieurs (puis des scientifiques) consistant à construire d’abord un prototype, concret ou conceptuel, qui servira de « modèle » à une construction réelle : le modèle est ainsi devenu, en outre, l’assemblage de concepts représentant de manière simplifiée une chose « réelle déjà existante » (objet, phénomène, etc.), en vue de la comprendre, d’en prédire le comportement.

## Modèle et réductionnisme
La démarche de modélisation correspond à la mise en œuvre de la rationalité cartésienne et de la méthode scientifique. Il s’agit tout à la fois de se simplifier le travail, en éliminant les détails difficiles à reproduire, et d’obtenir un résultat plus net, en se concentrant sur les seuls traits jugés importants.
La modélisation est une discipline qui a ses règles, adaptées au domaine étudié. Ainsi, les proportions que doit respecter un modèle réduit pour qu’on puisse extrapoler son comportement à l’objet de taille réelle peuvent être différentes de ce qui paraît a priori naturel. Par exemple, la mécanique des fluides exige d’une maquette de bateau des proportions différentes du bateau pour conserver le nombre de Reynolds, tandis que l’extrapolation statistique ne permet pas une évolution dans les mêmes proportions entre une population étudiée et un échantillon représentatif.
- Le modèle représente une réalité. Il ne constitue pas cette réalité, comme l’énonce l’adage « la carte n’est pas le territoire ».
- Un modèle n’est pas (et n’a pas à être) parfaitement ressemblant : on vise une ressemblance suffisante, qui dépend de l’utilisation souhaitée (ainsi, un sculpteur et un médecin n’utilisent pas le même modèle d’un corps humain).
- La qualité d’un modèle dépend des techniques disponibles.
- Le comportement du modèle correspond dans une certaine mesure, et dans une certaine plage de validité seulement, au comportement de la réalité ; la ressemblance est, dans quelques cas, quantifiable.

La démarche est similaire à celle consistant à remplacer localement une courbe complexe par son cercle osculateur : licite, elle nécessite cependant du discernement.